# Carl Anton Reichel
Carl Anton Reichel (* 5. April 1874 in Wels, Österreich-Ungarn; † 25. Oktober 1944 in Wien) war ein österreichisch-tschechoslowakischer Autodidakt, bildender Künstler, Kunstsammler und -händler.

## Herkunft
Sein Vater Anton Reichel (Hennersdorf, Schlesien, 21. April 1843 – Linz, 3. Dezember 1884) stammte aus einer Bauernfamilie und war Notar in Grieskirchen. Das Doktorat hatte er am 3. November 1870 an der Universität Wien erworben. Am 6. Februar 1873 heiratete er Caroline Rabl (1851–1914). Aus der Ehe gingen drei Kinder hervor: neben Carl Anton noch Friedrich und der Hygieniker Heinrich Reichel (1876–1943). 1933 heiratete er die Schauspielerin Toni van Eyck.

## Leben
Reichel ging in Salzburg und Kremsmünster in die Schule. Er studierte in Prag (1894–1895) und in Wien – womöglich auch in München –, Medizin, Psychiatrie und Psychologie, aber ohne Abschluss. 1903–1904 lebte er in München und lernte dort Alfred Kubin kennen. In erster Ehe heiratete er Hilde Konstanze Dolmatoff (geb. in Riga). Aus der Ehe gingen die Kinder Dorothea (1906–1972) und der Anthropologe Erasmus Gerhard Reichel-Dolmatoff (1912–1994) hervor. Eine Zeit lang wohnten sie in Großgmain, nach 1912 über Hermann Bahr und Anna Bahr-Mildenburg im Schloss Arenberg in Salzburg. Bahr widmete „dem großen Künstler Carl Reichel in dankbarer Ergebenheit“ sein Theaterstück Der Unmensch (1919). 1914 oder 1917 erwarb er den „Edelhof“ bei Micheldorf in Oberösterreich, wo er auch mit Arnold Schönberg in Kontakt trat.
1918, nach dem Ende der k. u. k. Monarchie erhielt Reichel die tschechoslowakische Staatsbürgerschaft – er verzichtete darauf, als Deutschsprachiger die österreichische zu beantragen. Zu dieser Zeit entwickelte sich eine Freundschaft mit dem bayrischen Kronprinzen Rupprecht von Bayern, der bei ihm als „Dr. Ritter“ zeitweise Unterschlupf fand. In der Folge engagierte er sich in München stark als Monarchist und wurde in den Zwanzigerjahren zum Unterhändler des Prinzen mit Adolf Hitler über die Rolle der Monarchie. Auch mit Ernst Röhm, dem Führer der SA, kam es zu einer engen Freundschaft. Die Nähe zu Hitler und Röhm beendete die Beziehung zu Rupprecht.
Privat hatte er seine Familie in der Mitte der Zwanzigerjahre verlassen, um in Paris mit einer Tochter des Anatomen Carl Rabl zu leben (diese wiederum eine Nichte seiner Mutter). 1933 heiratete er neuerlich, diesmal die Schauspielerin Tony Van Eyck. Nach dem „Anschluss“ Österreichs sei er ins KZ Buchenwald gebracht worden, aber noch 1938 freigekommen. Auch den weiteren Verhaftungen durch die Geheime Staatspolizei sei er durch seine Freundschaft mit Hitler entgangen.
Die frühen expressiven Bilder Reichels widersprachen dem Nazi-Kunstkanon, und 1937 wurde in der Nazi-Aktion „Entartete Kunst“ achtzehn davon aus dem Museum Folkwang Essen und dem Wallraf-Richartz-Museum Köln beschlagnahmt, von denen fünfzehn vernichtet wurden. 1943 wurde eine Arbeit von ihm in einer Ausstellung in Hitlers Geburtshaus in Braunau am Inn gezeigt.
Er ist gemeinsam mit dem Maler Rudolf Sternad am Wiener Zentralfriedhof begraben.

## Künstlerisches Schaffen
Reichel wirkte, nachdem er in den ersten Jahren Holzschnitte gemacht hatte, vor allem als Radierer. Der Umfang seines Werkes wird mit etwa 300 Arbeiten angegeben. Ein starkes Interesse Bestand bei ihm an Indien, Tibet und dem Buddhismus. Sein Interesse an Phantastik machen ihn zu einem Vorläufer der Wiener Schule des Phantastischen Realismus.

## Archivarische Überlieferung
Im Bayerischen Hauptstaatsarchiv in München hat sich in der Abteilung III (Geheimes Hausarchiv) im Nachlass des Kronprinzen Rupprecht Material über Reichel erhalten (820).